# Mambo y canela
Mambo y canela es una telenovela venezolana producida por Venevision International y transmitida por Venevisión, en el año 2002. Original de Elsa Echeverría y producida por Alicia Ávila y Rosa Longobardi. 
Protagonizada por Alicia Machado y Marcelo Cezán, y las participaciones antagónicas de Gustavo Rodríguez, Bebsabé Duque, Carlota Sosa y Andreína Yépez.

## Sinopsis
Abandonada desde temprana edad, Canela lleva tatuada la seña inequívoca de un hijo de la calle: sobrevivir. De salvaje belleza y con un encanto incomparable, es alegre, inteligente, ligera, traviesa y adora el mambo. Una muy peligrosa combinación para Rodrigo, que cree que su proyecto de vida está en otros ojos muy distintos a los de Canela. Y si algo tiene Rodrigo es que cuando se empecina en algo no es fácil hacerlo cambiar de decisión. Este será el gran reto de Canela. Demostrarle a Rodrigo, a ese loco encantador, hiperactivo y muy original, que ella combina más con sus jeans que la impecable y ejecutiva Vanessa, que su mirada es la más perfecta, que ella es su mejor café mañanero, la risa mejor compartida y la palabra siempre sobre su almohada.     
Canela conocerá a Rodrigo ejerciendo su oficio de promotora de productos en medio del exclusivo mundo de un grupo de anfitrionas que labora en lujosos locales públicos o en eventos a nivel nacional. Ella se desplaza como pez en el agua en esa actividad, no solo convenciendo al más reacio en comprar cualquiera de sus productos, sino sabiendo torear de manera elegante las proposiciones que recibirá de clientes interesados en algo más que la mercancía. Canela ha hecho entre las promotoras un grupo de entrañables amigas: Lolita, la cándida de doble moral; Carla, la ácida irreverente; Marité, la correcta con sueños de actriz; y la chistosa y entretenida Wanda, única madre del grupo. Ellas harán un equipo perfecto para combatir las envidias de sus compañeras, las explotaciones de su avaro jefe y las proposiciones de los clientes fastidiosos o borrachos que solo buscan propasarse.
En estos mismos eventos trabaja Rodrigo, un fotógrafo recién llegado al oficio, que hará cuanto trabajito fotográfico salga para sobrevivir: publicidad, promociones para revistas, y hasta fotos de bodas y bautizos. Lo que casi nadie conoce es que Rodrigo es un brillante ingeniero de sistemas, hijo único de una de las más poderosas familias del país y que tuvo un alto y lucrativo cargo ejecutivo. Y es que Rodrigo sufrió una crisis vocacional que le hizo tomar la decisión más difícil de su vida: renunciar a esa vida de pseudo yuppie y dedicarse a lo único que quería hacer: fotografiar.
Rodrigo es divorciado y vive con un grupo de divertidos amigos que compartieron múltiples tropiezos durante sus matrimonios. Ellos se reunieron y decidieron aunar esfuerzos para combatir los avatares recibidos tras sus respectivos divorcios: Nando, un actor segundón y con la paternidad frustrada por los oficios de su ex; Cosme, un machista acérrimo que colecciona divorcios; y Saúl, el deportista y más centrado de ellos. Ellos comparten un apartamento que les ha dejado en alquiler el primo de Rodrigo, y han formado una suerte de ‘Clan de los Divorciados’, una sociedad destinada a preservar la dignidad, la independencia y las respectivas cuentas bancarias de cada uno de sus miembros, de esa logia satánica que son sus exesposas y de nuevas candidatas que solo vengan con fines matrimoniales. El destino hará que Canela tenga que instalarse en este apartamento y compartir la cotidianidad con este ‘Clan de los Divorciados’ que la cortejarán hechizados por su belleza y encanto. Canela se hará indispensable en la vida de estos hombres, despertando los inevitables celos de Vanessa, novia de Rodrigo, que verá en Canela la más peligrosa rival que le haya tocado jamás. Y con razón. 
Pronto Canela y sus amigas se mudarán al mismo edificio que los divorciados. Este será el inicio de una inolvidable cofradía de amigos, que compartirán bajo el mismo techo situaciones marcadas por la cotidianidad y la frescura. Será el principio de un mundo de relaciones emocionales, en el que se debatirán la camaradería, el amor, el desinterés, el flirteo, los celos y la torpeza. Son seres contemporáneos. Es la vida en la edad de las grandes amistades, las fogosas pasiones, del amor con ganas, con humor y sin arrugas.
Rodrigo, a pesar de sus esfuerzos por resistirse a la volcánica Canela, se irá sintiendo cada vez más atraído por ella. Será entonces cuando Canela, reconociendo que ya Rodrigo no es un capricho sino el hombre de sus sueños, tenga que hacer alarde de toda su habilidad y viveza para convencer al tan obcecado Rodrigo de que ella es el mejor proyecto de vida que él haya conocido, que la afinidad es el mejor parentesco entre aquellos que se aman y que el valor de la confianza es fundamental en un vínculo afectivo. 
Es una historia marcada por la sorpresa, la amistad, el humor, la cotidianidad, con la cadencia de un sabroso mambo... con mucho olor a Canela.

## Elenco
- Alicia Machado - Carmen Yanela Buendía "Canela"
- Marcelo Cezán - Rodrigo Álamo
- Bebsabé Duque - Vanessa Velutini
- Caridad Canelón - Agua Santa
- Eileen Abad - Vicky
- Romelia Agüero
- Alberto Alifa - Jeremías Montenegro
- Alexey Alvarado - Elvis
- Daniel Alvarado - Kiko León Magallanes
- Pablo Báez - Pablo
- Ana Gabriela Barboza - Clarita
- Mirtha Borges
- Umberto Buonocuore - Florencio
- Crisol Carabal - Lolita
- Fabiola Colmenares -La Cachorra
- Roberto La marca
- Adolfo Cubas - Franco
- Yanis Chimaras - Benedicto
- Chiquinquirá Delgado - Marité
- Francisco Ferrari
- Henry Galué
- Enrique Ibáñez
- Wilmer Machado - Perucho
- Carmen Manrique - Yajaira
- Frank Méndez - Rocco
- Johanna Morales - Carla
- Rolando Padilla - Claudio
- Julio Pereira - Saúl
- Jorge Reyes - Daniel Montoya
- Amilcar Rivero - Fidel
- Verónica Schneider - Wanda
- Carlota Sosa - Paulina Montenegro
- Vicente Tepedino - Nando
- José Torres - El Ángel
- Gabriela Vergara - Gaby
- Juan Carlos Vivas - Cosme Negrete
- Andreína Yépez - Zoraida
- Roberto Messuti - Yonson
- Gustavo Rodríguez - Pompeyo Álamo "El Yuque"
- Kassandra Tepper - Mónaco
- Milena Torres - Isadora
- Wendy Bermejo - Secretaria de Paulina
- Regino Jiménez - Bartolo
- Ana Massimo - Teté
- Patricia Oliveros - Elsie
- Carmen Francia - Juanita
- Elio Petrini - Russo
- José Manuel Suárez - Rolo
- José Luis Useche - Romeo/Julieta
- Jean Paul Leroux - Dino
- Verónica Pinto
- Raúl Amundaray -Sr. Juez
- Elaiza Gil -Mi Lady Di
- Belén Peláez
- Luis Pérez Pons
- Juan Frankis
- Miguel Ángel Nieto -Gordi
- Gigi Zanchetta - Amanda

## Producción
- Productora Ejecutiva: Alicia Ávila[4]
- Productora general: Rosa Longobardi
- Director general: Carlos Izquierdo
- Director de Fotografía: Alejandro García
- Directores de Exteriores: Edgar Liendo y Amado Dehesa
- Directora de Arte: Marietta Perroni
- Productora de Estudio: Isabel de Azevedo
- Productores de Exteriores: Alejandro Salazar, Ender Faría y Luisa Lagos
- Asistente de Producción: Miguel Gil, Carlos Garrido y Roris Hernández
- Script: Esther Ávila, Perla Rizzo y Peggy González
- Coordinadora de Arte: Claudia Márquez
- Asistente de Arte: José Félix Álvarez
- Coordinadora de Posproducción: Andrea Ríos

## Datos
- Debido a su bajo índice de audiencia la telenovela fue acortada a solo 47 capítulos. Esta telenovela es reconocida por varios periodistas en Venezuela, como uno de los peores fracasos en la historia de las telenovelas venezolanas. La medición de audiencia dio como ganadora a su rival Juana la Virgen de RCTV quien logró niveles avasallantes de sintonía.
- En México, se estrenó a principios del 2003, por el canal CNI 40 a las 19:00, y sus competencias directas eran Clase 406 (Televisa), Dos chicos de cuidado en la ciudad (Disney Internacional) y María Madrugada (Canal Caracol).
- En un principio la protagonista sería Ana Karina Manco, pero debido a que se sometería a una intervención quirúrgica en uno de los tobillos, fue Alicia Machado quien recibió el papel, dándole la posibilidad de regresar no solo a las telenovelas sino a las producciones dramáticas venezolanas, luego de una ausencia de varios años.[5] para rescatar el rating ingresaron figuras como Eileen Abad (con quién protagonizó en RCTV la telenovela Niña mimada) Jorge reyes, Daniel Alvarado, Caridad Canelón, Fabiola Colmenares entre otros, pero fue en vano.